# 大黑岗子镇
大黑岗子镇，是中华人民共和国辽宁省沈阳市辽中区下辖的一个乡镇级行政单位。

## 行政区划
大黑岗子镇下辖以下地区：
东于岗子村、赵家窝棚村、三尖泡子村、方家岗子村、大黑岗子村、大兰家窝堡村、茨榆岗子村、马家岗子村和钱缝村。